# Pseudagrion angolense
Pseudagrion angolense är en trollsländeart som först beskrevs av Selys 1876.  Pseudagrion angolense ingår i släktet Pseudagrion och familjen dammflicksländor. IUCN kategoriserar arten globalt som otillräckligt studerad. Inga underarter finns listade i Catalogue of Life.